# Idiotephria debilitata
Idiotephria debilitata är en fjärilsart som beskrevs av John Henry Leech 1891. Idiotephria debilitata ingår i släktet Idiotephria och familjen mätare. Inga underarter finns listade i Catalogue of Life.